# Mildred Couper
Mildred Couper, nome alla nascita Mildred Cooper, (Buenos Aires, 10 dicembre 1887 – Santa Barbara, 9 agosto 1974), è stata una compositrice e pianista statunitense, nonché uno dei primi musicisti a sperimentare con la musica dei quarti di tono. Viveva ed abitava a Santa Barbara, in California, ma la sua musica e la sua influenza erano sentite in tutto il mondo.

## Biografia
Mildred fu educata in Italia, Germania e Francia, dove studiò pianoforte con Moritz Moszkowski e composizione con Nadia Boulanger. Era sposata con l'artista americano espatriato Richard Hamilton Couper e passò la sua prima vita da sposata a Roma, in Italia. Allo scoppio della prima guerra mondiale lei e la sua famiglia fuggirono a New York. Lì insegnò pianoforte per nove anni presso la David Mannes Music School.
Andò in California nel 1927 ed aprì uno studio a Santa Barbara, dove iniziò i suoi esperimenti con due pianoforti sintonizzando il primo un quarto di tono più alto del secondo. Ciò aumentò i normali livelli di 88 toni a 176, espandendo così la gamma di un quarto di tono per enfatizzare il carattere dell'armonia. Il primo lavoro con questo sistema è il balletto Xanadu (1930), che fu eseguito nella produzione di Marco Millions di Eugene O'Neill nel Lobero Theatre. Oltre ai lavori con i quarti di tono, Mildred Couper ha scritto musiche per spettacoli teatrali al Lobero e anche la Dance-Opera And on Earth Peace, su testi dell'artista argentino-scozzese Malcolm Thurburn.